# Večernice (rod)
Večernice (Hesperis) je rod květin, dělený do asi 25 druhů, který je původní v jihovýchodní Evropě a Malé Asii. Pro nápadné a vonící květy i svou nenáročnost byly některé druhy večernice pěstovány v dalších oblastech kde zplaněly, nyní vyrůstají roztroušeně v přírodě velké části Evropy i Asie, místy v Severní a Jižní Americe i Africe. V České republice se vyskytují nestejně intenzivně čtyři druhy. Rostlinám vyhovují teplá stanoviště s půdou dobře zásobenou humusem a s dostatkem vláhy.

## Popis
Dvouleté nebo vytrvalé rostliny jsou obvykle porostlé chlupy které mohou být jednoduché, vidlicovité, hvězdicovité, žláznaté i nežláznaté. Z vřetenovitého kořene vyrůstají přímé květné lodyhy vysoké 40 až 120 cm jež bývají jednoduché nebo se v horní části větví. Přízemní a spodní lodyžní listy jsou dlouze řapíkaté, horní mají řapíky krátké nebo přisedají, čepele jsou celistvé nebo lyrovitě peřenodílné a po obvodě jsou někdy zubaté.
Bisexuální květy rostou na odstávajících stopkách v mnohokvětých hroznech které se po odkvětu prodlužují, pouze nejspodnější květy rostou z úžlabí listenů. Kališní lístky jsou vzpřímené, dva ve vnitřním přeslenu vespod vakovité. Mnohem delší korunní lístky se zúženým nehtíkem bývají bílé, světle fialové až fialové, sytě purpurové nebo zelenkavě žluté a mohou mít fialové nebo purpurové žilkování. Tyčinky jsou výrazně čtyřmocné, nitky dvou kratších tyčinek jsou válcovité a čtyř delších v dolní části rozšířené, prašníky jsou podlouhlé a dvě boční nektaria prstencovitá nebo měsíčkovitá. Kuželovitý svrchní semeník s až 40 vajíčky je vytvořen ze dvou plodolistů, čnělka je krátká do 1 mm a blizna má dva laloky.
Plody jsou holé nebo chlupaté, oblé či na hřbetní straně zploštělé šešule rostoucí na odstávajících stopkách. Jsou pukající, dvoudílné, chlopně mají výraznou žilku uprostřed a dvě postranní. Matná hnědá elipsoidní až válcovitá semena, s kořínkem ležícím na hřbetě jedné dělohy, jsou v šešuli uložena v jedné řadě, jejich osemení po navlhčení neslizovatí. Základní chromozomová čísla rodu jsou x = 6, 7, 13.